# 22769 Aurelianora
22769 Aurelianora (1999 BD4) là một tiểu hành tinh vành đai chính được phát hiện ngày 19 tháng 1 năm 1999 bởi S. Sposetti ở Gnosca.